# Teen, Age
Teen, Age è il secondo album in studio della boy band sudcoreana Seventeen, pubblicato nel 2017. Una riedizione intitolata Director's Cut è uscita il 5 febbraio 2018.

## Tracce
1. Intro. 新世界 (New World) – 0:51 – Bumzu
2. CHANGE UP (SVT Leaders) – 3:07
3. 모자를 눌러 쓰고 (Without You) – 3:15
4. 박수 (Clap) – 2:47
5. 날 쏘고 가라 (Bring It) (Hoshi & Woozi) – 3:32
6. 13월의 춤 (Lilili Yabbay) (Performance Team) – 3:31
7. TRAUMA (Hip-Hop Team) – 3:33
8. 바람개비 (Pinwheel) (Vocal Team) – 3:39
9. Flower (S.Coups, Seungkwan, Wonwoo, The8, Jeonghan, Dino) – 3:27
10. ROCKET (Joshua & Vernon) – 3:08
11. Hello (Jun & Mingyu & DK) – 3:20
12. 캠프파이어 (Campfire) – 3:27
13. Outro. 未完 (Incompletion) – 1:13